# 布里泰河
布里泰河（烏克蘭語：Бритай），是烏克蘭的河流，位於該國東部，屬於別列卡河的支流，發源自納傑日季涅以東，流經哈爾科夫州，河道全長84公里，流域面積1,180平方公里。